# Samuel Haddas
Samuel Haddas —en hebreu: שמואל הדס‎ (Resistencia, Província del Chaco, Argentina, 13 d'agost de 1931 - Jerusalem, Israel, 10 de gener de 2010) va ser un diplomàtic israelià, d'origen argentí.

## Orígens
Nascut a Argentina, en el si d'una família asquenazita, i nacionalitzat israelià, va estudiar en la Universitat Hebrea de Jerusalem, rebent el seu màster en diplomàcia i relacions internacionals.
A més de l'hebreu, dominava l'anglès i el castellà.

## Trajectòria en el Ministeri de Relacions Exteriors
Samuel Haddas va tenir una vasta trajectòria diplomàtica i la seva labor es va desenvolupar en diferents càrrecs, primer a través del Departament Internacional de la sindical obrera Histadrut, i després des del Ministeri de Relacions Exteriors d'Israel, tant al país com a l'estranger.
Va exercir com a Primer Secretari de l'Ambaixada d'Israel a Mèxic, encarregat de negocis a Colòmbia i ambaixador a Bolívia.
Considerat un dels principals artífexs en el procés que va conduir a l'establiment de relacions diplomàtiques entre Israel i Espanya el 1986, posteriorment va ser-hi el primer ambaixador israelià, hi havia arribat el 1982 com a representant del seu país davant l'Organització Mundial de Turisme i amb la missió d'anar bastint els ponts amb Espanya. Això li ha proporcionat un profund coneixement de la realitat hispànica i un gran interès per l'aportació cultural sefardita. El 1987 va rebre la Creu de Sant Jordi de la Generalitat de Catalunya.
Després de diversos anys com a ambaixador a Madrid, Haddas va abandonar Espanya per ser el 1993 el primer ambaixador israelià davant el Vaticà, que seria el seu últim càrrec oficial.
També ha col·laborat amb el Congrés Sefarad Mundial i ha estat membre del Centre Peres per la Pau, que cerquen una entesa entre Israel i Palestina. Ha estat professor a la Universitat de Jerusalem i president del Consell Hebreu d'Israel de Relacions Interreligioses, des d'on va anar obrint el camí per a un major enteniment i reconciliació entre jueus i cristians.
Va morir als 78 anys en Jerusalem, després de complicacions postoperatòries.